# سزاری مورافسکی
سزاری مورافسکی (لهستانی: Cezary Morawski؛ زادهٔ ۵ ژوئن ۱۹۵۴) بازیگر اهل لهستان است. وی دانش‌آموختهٔ آکادمی ملی هنرهای نمایشی الکساندر زلوروویچ در ورشو است. وی در سال ۲۰۰۰ برندهٔ نشان افتخار تولد لهستان شد.
از فیلم‌ها یا برنامه‌های تلویزیونی که وی در آن نقش داشته‌است، می‌توان به مدار بسته، سال‌های شیرین، تاج پادشاهان، راه‌ها در میان شب، از سرزمینی دور، رنگ‌های خوشبختی، قانون حقیقی، پدر متیو، در خیابان سپولنی، ع چون عشق، در خوشی و سختی، طایفه، اروپا اروپا، ۸۰ میلیون، عامل ثابت، و مارپیچ اشاره کرد.